# Visconde de Bóbeda
Visconde de Bóbeda é um título nobiliárquico criado por D. Maria II de Portugal, por Decreto de 28 de Outubro de 1835 e Carta de 9 de Fevereiro de 1837, em favor de Joaquim de Sousa de Quevedo Pizarro.
Titulares
1. Joaquim de Sousa de Quevedo Pizarro, 1.° Visconde de Bóbeda.